# Torenia courtallensis
Torenia courtallensis är en tvåhjärtbladig växtart som beskrevs av James Sykes Gamble. Torenia courtallensis ingår i släktet Torenia och familjen Linderniaceae. Inga underarter finns listade i Catalogue of Life.